# 965
965 (CMLXV) fue un año común comenzado en domingo del calendario juliano, en vigor en aquella fecha.

## Acontecimientos
- 1 de octubre - Juan XIII nombrado papa

## Nacimientos
- Hisham II, tercer califa omeya de Córdoba.
- Alhazen Abu Ali al-Hasan Ibn Al-Haitham, matemático árabe.

## Fallecimientos
- 1 de marzo - León VIII, papa de la Iglesia Católica.